# Киреев, Алексей Иванович (спортсмен)
Алексе́й Ива́нович Кире́ев (13 ноября 1985, Москва) — российский бобслеист, разгоняющий, выступающий за сборную России с 2006 года. Участник зимних Олимпийских игр 2010 года в Ванкувере, призёр чемпионатов мира среди юниоров, Кубков мира и Европы, мастер спорта.

## Биография
Алексей Киреев родился 13 ноября 1985 года в Москве. После школы поступил в Московский городской педагогический университет, где активно занимался спортом, принимал участие в студенческих соревнованиях по лёгкой атлетике. В 2006 году решил попробовать себя в бобслее и с наставления тренера Олега Соколова присоединился в качестве разгоняющего к национальной сборной России.
Показав неплохие результаты на юношеском чемпионате мира, Киреев попал в состав главной сборной, став членом команды пилота Евгения Попова. В декабре 2009 года на этапе Кубка мира в немецком Альтенберге они смогли финишировать третьими, получив тем самым бронзовые медали, хотя в общем зачёте команда заняла лишь тринадцатое место. Тем не менее, благодаря этим удачным выступлениям в 2010 году Киреев удостоился права защищать честь страны на Олимпийских играх в Ванкувере. Там они с Поповым боролись за призовые места в программе четырёхместных экипажей, но по итогам всех заездов оказались восьмыми. Ныне Алексей Киреев соревнуется от экспериментальной школы высшего мастерства «Воробьёвы горы» под руководством тренера Дмитрия Головастова.